# Saint-Christophe-à-Berry
 Saint-Christophe-à-Berry  là một xã ở tỉnh Aisne, vùng Hauts-de-France thuộc miền bắc nước Pháp.